# Semenarca
A semenarca, também conhecida como espermarca, é o início do desenvolvimento de esperma nos testículos durante a puberdade, sendo o equivalente da menarca em meninas.  Dependendo do contexto educacional, diferenças culturais e conhecimentos sexuais anteriores, os meninos podem ter reações distintas em relação a essa transformação, variando de medo a excitação.
A semenarca é um dos primeiros eventos na vida de um homem que leva à maturidade sexual. Ocorre no momento em que as características secundárias estão começando a se desenvolver. A idade que a espermarca ocorre não é fácil de determinar; no entanto, cientistas tentaram determinar a idade em várias populações, colhendo amostras de urina de meninos e determinando a presença de espermatozoides. Na urina, a presença de esperma é caracterizada como espermatúria.

## Contexto
Em um estudo, os meninos foram questionados sobre as circunstâncias em que sua primeira ejaculação ocorreu. Mais comumente, isso ocorreu por meio de uma polução noturna, com um número significativo de semenarca por meio de masturbação, o que é muito comum nessa fase. Menos comumente, a primeira ejaculação ocorreu durante relação sexual com um parceiro.